# Férébory Doré
Férébory Doré (Brazavile, 21 de janeiro de 1989), é um futebolista Congolês que atua como atacante. Atualmente, joga pelo Angers.

## Carreira
Doré representou o elenco da Seleção Congolesa de Futebol no Campeonato Africano das Nações de 2015.